# Elisa Orth
Dr. Elisa Orth (sinh năm 1984) làm việc tại Khoa Hóa học của Đại học Liên bang Paraná, Brazil. Cô được biết đến nhiều vào năm 2015 khi giành được giải thưởng từ L'Oreal và UNESCO cho nghiên cứu về enzyme nhân tạo.

## Cuộc sống
Orth sinh ra vào khoảng năm 1984. Cha mẹ cô đều là nhà khoa học. Công việc của Jane Goodall đã truyền cảm hứng cho cô. Cô tốt nghiệp, học lên thạc sĩ và tiến sĩ Hóa học tại Đại học Liên bang Santa Catarina.
Cô cùng nhóm nghiên cứu tại Đại học Liên bang Paraná, Brazil (2015) đã tiến hành đề tài giảm thiểu tác hại do thuốc trừ sâu gây ra. Bằng việc xem xét các chất xúc tác nano có hoạt động như các enzym nhân tạo hay không để loại bỏ ảnh hưởng của thuốc trừ sâu lên thực phẩm. Dẫn đến sự phát triển các chất xúc tác nano cho nhiều cảm biến đa đích. Công nghệ enzyme cũng có thể được áp dụng để loại bỏ tác động bệnh tật như ung thư, xơ hóa, bệnh Parkinson và bệnh Alzheimer.
Vào năm 2015, cô tham gia chương trình sau đại học tại Phòng thí nghiệm Hóa học, Xúc tác và Động học khi cô được nhận giải thưởng - Phụ nữ trong Khoa học, của UNESCO và L'Oréal Foundation. Giải thưởng trao tại Paris với phần thưởng 20.000 euro cho những đóng góp của cô trong công nghệ và kỹ thuật. Có báo cáo cho rằng cô đã bị phân biệt đối xử trong giới học viện về giới tính nhưng cô tin rằng sự thành công của cô là một hình mẫu cho các cô gái dám theo đuổi con đường sự nghiệp của chính mình.